# Service volé
Pour plus de détails, voir Fiche technique et Distribution.
Service volé est un téléfilm franco-belge réalisé en 2021 par Jérôme Foulon sur un scénario de Jérôme Foulon, Sophie Deschamps et Claire Lemaréchal, et diffusé pour la première fois en Suisse le 16 novembre 2021 sur RTS Un, en Belgique le 18 novembre 2021 sur La Une et en France le 22 novembre 2021 sur TF1.
Il est inspiré de l'histoire extraordinaire de l'ex n°2 du tennis féminin français Isabelle Demongeot racontée dans son livre choc Service volé, une championne rompt le silence (paru en 2007 aux éditions Michel Lafon, le livre avait alors déclenché une prise de conscience en France suivie d'un plan de lutte national de 2 ans contre les violences sexuelles dans le sport.
Ce biopic est une coproduction de Pachli Productions, GMT Productions, TF1, Be-Films et la RTBF (télévision belge),,,,.

## Synopsis
L'histoire commence à la veille de la parution du livre Service volé ; la championne est alors âgée de 40 ans.
Après 30 ans de silence, la joueuse de tennis révèle les viols qu'elle a subis durant sa jeunesse. Elle s'investit dans la recherche d'autres victimes pour faire triompher la vérité et recueille 25 autres témoignages. Au cours de cette longue enquête judiciaire, deux victimes pour lesquelles les faits reprochés à leur ex-entraîneur ne sont pas encore prescrits sont identifiées et portent plainte, permettant ainsi le jugement et la condamnation de cet agresseur à plusieurs années de prison ferme pour viols sur mineures,,,,,.

## Fiche technique
Sauf indication contraire, les informations mentionnées dans cette section peuvent être confirmées par les bases de données cinématographiques IMDb et Allociné,  présentes dans la section « Liens externes ».
- Titre original : Service volé
- Réalisation : Jérôme Foulon[2],[3],[4],[5],[9],[10]
- Scénario : Jérôme Foulon, Sophie Deschamps et Claire Lemaréchal[2],[3],[6],[7],[9], d'après le livre autobiographique d'Isabelle Demongeot
- Musique : Éric Neveux
- Décors : Catherine Werner-Schmit[11]
- Costumes : Sandrine Bernard
- Direction de la photographie : Rémy Chevrin
- Son : Philippe Richard
- Montage : Catherine Renault
- Production : Jérôme Foulon, Louise Barnathan, Julien Dewolf
- Sociétés de production : Pachli Productions, GMT Productions, TF1, Be-Films, RTBF (télévision belge)[1]
- Pays de production :  France /  Belgique
- Langue originale : français
- Genre :  drame
- Format : couleur
- Durée : 90 minutes[7]
- Dates de première diffusion : 
  - Suisse : 16 novembre 2021 sur RTS Un
  - Belgique : 18 novembre 2021 sur la Une
  - France : 22 novembre 2021 sur TF1[12],[8]

## Distribution
Sauf indication contraire, les informations mentionnées dans cette section peuvent être confirmées par les bases de données cinématographiques IMDb et Allociné,  présentes dans la section « Liens externes ».

### Famille Demongeot
- Julie de Bona : Isabelle Demongeot adulte
- Jade Bestagno :  Isabelle Demongeot à 14 ans
- Florence Pernel : Christine, la mère d'Isabelle
- François Loriquet : Yves, le père d'Isabelle
- Élodie Navarre : Betty, la sœur d'Isabelle
- Yannis Bougeard : Antoine, le frère d'Isabelle

### Gendarmerie et justice
- Samuel Labarthe : Frank Maraval, commandant de gendarmerie
- Matheo Capelli : le juge
- Olivier Cruveiller : le président du tribunal
- Marc Prin : l'avocat de Tony Maillan
- François Raison : maître Larivière, l'avocat d'Isabelle
- Josiane Pinson : l'avocate des parties civiles

### Autres personnages
- Laurent Lucas : Tony Maillan, l'entraîneur
- Delphine Chanéac : Delphine

Principaux interprètes du téléfilm
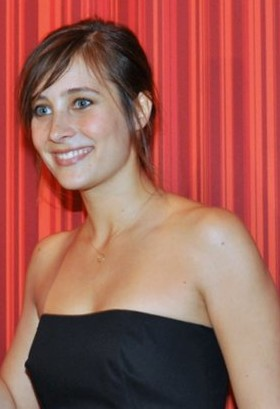
Julie de Bona.
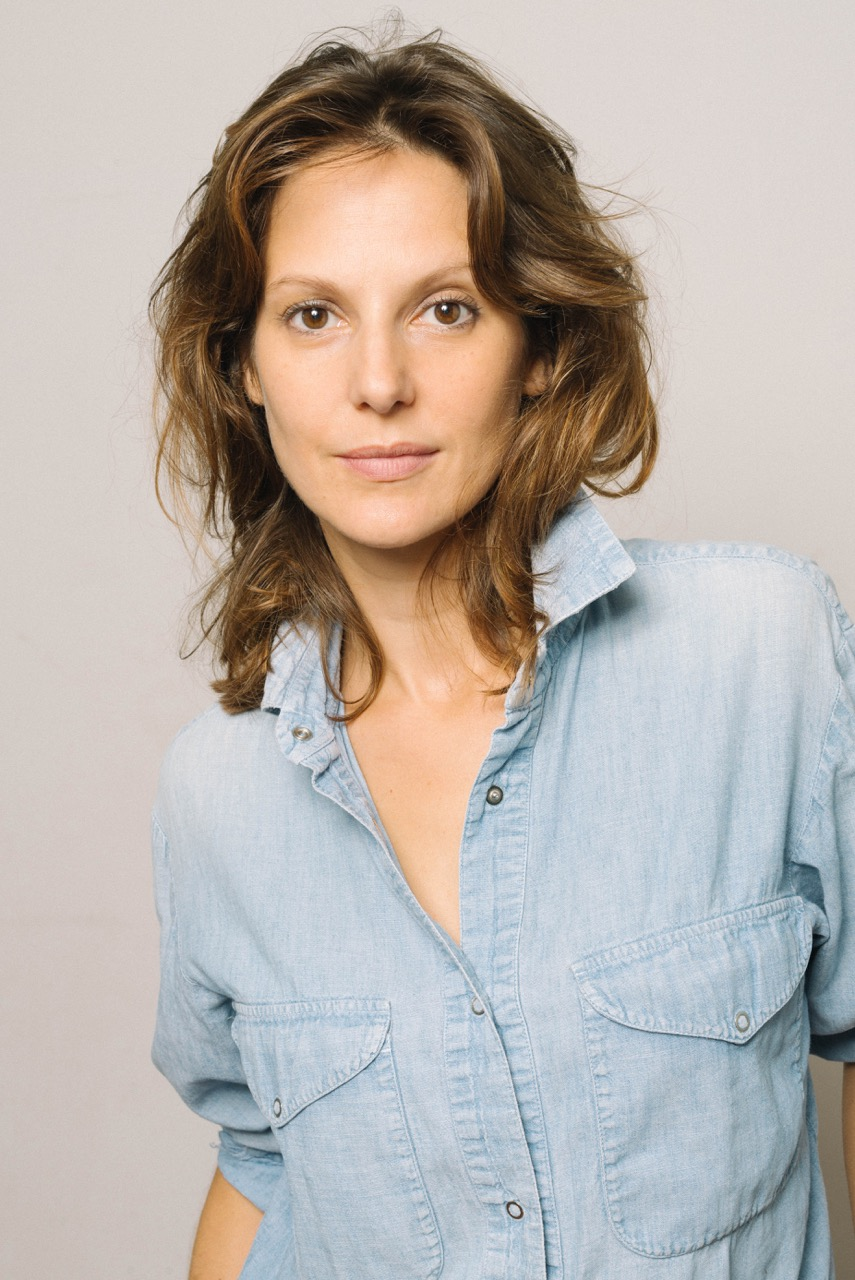
Élodie Navarre.
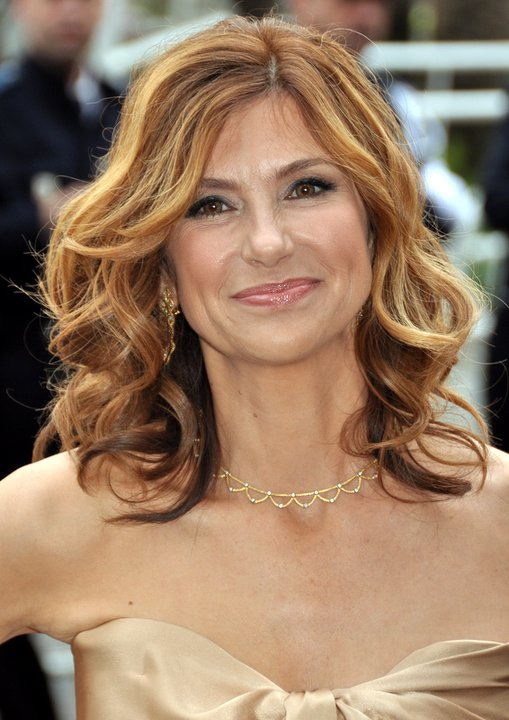
Florence Pernel.
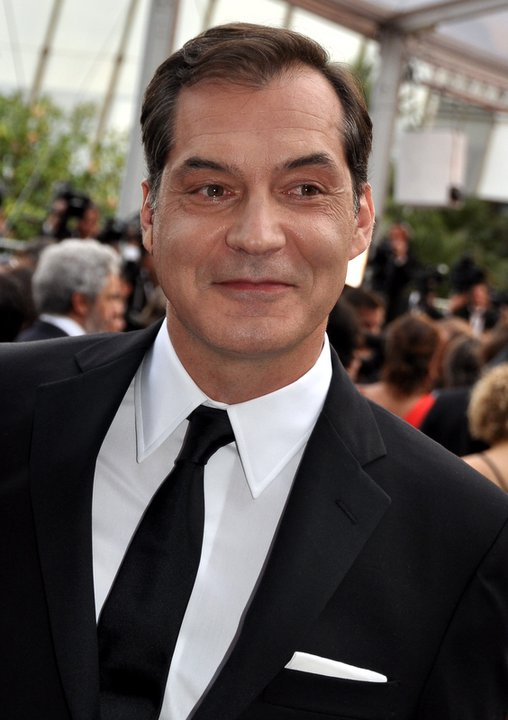
Samuel Labarthe.

## Production

### Genèse et développement
Ce téléfilm est une adaptation du livre homonyme d'Isabelle Demongeot paru en 2007 aux Éditions Michel Lafon,,. Isabelle Demongeot est l'une des premières à avoir le courage de dénoncer les violences sexuelles perpétrées dans le monde du sport, entraînant ainsi la libération de la parole d'autres victimes,,. Cette adaptation permet à ce récit de toucher un plus large public.

### Tournage
Le tournage s'effectue du 9 juin au 12 juillet 2021 à Paris et à Saint-Tropez, la ville dans laquelle se sont déroulés les faits, afin de favoriser l'effet d'authenticité,,,,,,,.

## Accueil

### Audience
En Belgique, Service volé, diffusé en deux parties le 18 novembre 2021 sur La Une, est regardé par 231 175 téléspectateurs .
En France, le téléfilm est diffusé le lundi 22 novembre 2021 et attire 2,8 millions de spectateurs et 13 % de part d'audience.

## Commentaires
Ce téléfilm dénonce les violences sexuelles perpétrées dans le monde du sport par l'entraineur de tennis Tony Maillan (alias Régis de Camaret, en exercice en France de 1980 jusqu'au milieu des années 2000, condamné en 2012 puis en 2014 et libéré en 2019). Il retrace l'histoire d'Isabelle Demongeot, ancienne numéro 2 du tennis féminin français, victime de cet entraîneur de l'âge de 12 à 21 ans (de 1978 à 1987), qui contribua aux côtés de 25 autres femmes, à le faire condamner en 2012 puis en appel en 2014.
Au delà du biopic, ce téléfilm est un des rares à traiter du dur chemin auquel les victimes de violences sexuelles étaient confrontées au début des années 2000 en France lorsqu'elles brisaient le silence : la remise en cause de  leurs propos, le rejet total auquel elles étaient exposées,,,.